# Liste der Regierungschefs von Deutschland
Die Liste der Regierungschefs von Deutschland führt die Regierungschefs des deutschen Nationalstaates seit der Reichsgründung 1871 auf.
Im Deutschen Kaiserreich von 1871 bis 1918 sowie in der Weimarer Republik 1918 bis 1933 und im Dritten Reich 1933 bis 1945 war die Amtsbezeichnung des Regierungschefs Reichskanzler.
In der Zeit der deutschen Teilung von 1949 bis 1990 existierten zwei deutsche Staaten in Deutschland: die Bundesrepublik Deutschland im Westen und die Deutsche Demokratische Republik (DDR) im Osten. In der Bundesrepublik wurde der Kanzlertitel beibehalten.
Durch die deutsche Wiedervereinigung wurden die Länder der DDR durch deren Beitritt am 3. Oktober 1990 zu Bundesländern der Bundesrepublik Deutschland.

## Parteien-Farblegende
| Farbe | Partei                                                                                            |
| ----- | ------------------------------------------------------------------------------------------------- |
|       | Parteilos                                                                                         |
|       | Deutsche Zentrumspartei                                                                           |
|       | Sozialdemokratische Partei Deutschlands                                                           |
|       | Deutsche Volkspartei                                                                              |
|       | Nationalsozialistische Deutsche Arbeiterpartei                                                    |
|       | Sozialistische Einheitspartei Deutschlands                                                        |
|       | Christlich-Demokratische Union Deutschlands (DDR) Christlich Demokratische Union (Bundesrepublik) |
|       | Freie Demokratische Partei                                                                        |

## Liste

### Deutsches Reich (1871–1945/1949)
| Deutsches Kaiserreich (1871–1918)                  | Deutsches Kaiserreich (1871–1918)                             | Deutsches Kaiserreich (1871–1918)                                                                       | Deutsches Kaiserreich (1871–1918) | Deutsches Kaiserreich (1871–1918)                     | Deutsches Kaiserreich (1871–1918)                     | Deutsches Kaiserreich (1871–1918)        | Deutsches Kaiserreich (1871–1918)                  |
| Nr.                                                | Reichskanzler (Lebensdaten)                                   | Reichskanzler (Lebensdaten)                                                                             | Partei                            | Dauer der Kanzlerschaft                               | Dauer der Kanzlerschaft                               | Kabinett                                 | Vizekanzler                                        |
| -------------------------------------------------- | ------------------------------------------------------------- | --- | --------------------------------- | ----------------------------------------------------- | ----------------------------------------------------- | ---------------------------------------- | -------------------------------------------------- |
| 1                                                  |                                                               | Otto von Bismarck (1815–1898)                                                                           | parteilos                         | 22. März 1871 20. März 1890 (18 Jahre, 364 Tage)      | 22. März 1871 20. März 1890 (18 Jahre, 364 Tage)      | Kabinett Bismarck                        | vakant (bis 1. Juni 1878)                          |
| 1                                                  | Otto zu Stolberg-Wernigerode (1. Juni 1878 bis 20. Juni 1881) | Otto von Bismarck (1815–1898)                                                                           | parteilos                         | 22. März 1871 20. März 1890 (18 Jahre, 364 Tage)      | 22. März 1871 20. März 1890 (18 Jahre, 364 Tage)      | Kabinett Bismarck                        |                                                    |
| 1                                                  | Karl Heinrich von Boetticher (ab 20. Juni 1881)               | Otto von Bismarck (1815–1898)                                                                           | parteilos                         | 22. März 1871 20. März 1890 (18 Jahre, 364 Tage)      | 22. März 1871 20. März 1890 (18 Jahre, 364 Tage)      | Kabinett Bismarck                        |                                                    |
| 2                                                  |                                                               | Leo von Caprivi (1831–1899)                                                                             | parteilos                         | 20. März 1890 26. Oktober 1894 (4 Jahre, 220 Tage)    | 20. März 1890 26. Oktober 1894 (4 Jahre, 220 Tage)    | Kabinett Caprivi                         | Karl Heinrich von Boetticher                       |
| 3                                                  |                                                               | Chlodwig zu Hohenlohe-Schillingsfürst (1819–1901)                                                       | parteilos                         | 29. Oktober 1894 17. Oktober 1900 (5 Jahre, 353 Tage) | 29. Oktober 1894 17. Oktober 1900 (5 Jahre, 353 Tage) | Kabinett Hohenlohe-Schillingsfürst       | Karl Heinrich von Boetticher (bis 1. Juli 1897)    |
| 3                                                  | Arthur Graf von Posadowsky-Wehner (ab 1. Juli 1897)           | Chlodwig zu Hohenlohe-Schillingsfürst (1819–1901)                                                       | parteilos                         | 29. Oktober 1894 17. Oktober 1900 (5 Jahre, 353 Tage) | 29. Oktober 1894 17. Oktober 1900 (5 Jahre, 353 Tage) | Kabinett Hohenlohe-Schillingsfürst       |                                                    |
| 4                                                  |                                                               | Bernhard von Bülow (1849–1929)                                                                          | parteilos                         | 17. Oktober 1900 14. Juli 1909 (8 Jahre, 270 Tage)    | 17. Oktober 1900 14. Juli 1909 (8 Jahre, 270 Tage)    | Kabinett Bülow                           | Arthur von Posadowsky-Wehner (bis 24. Juni 1907)   |
| 4                                                  | Theobald von Bethmann Hollweg (ab 24. Juni 1907)              | Bernhard von Bülow (1849–1929)                                                                          | parteilos                         | 17. Oktober 1900 14. Juli 1909 (8 Jahre, 270 Tage)    | 17. Oktober 1900 14. Juli 1909 (8 Jahre, 270 Tage)    | Kabinett Bülow                           |                                                    |
| 5                                                  |                                                               | Theobald von Bethmann Hollweg (1856–1921)                                                               | parteilos                         | 14. Juli 1909 13. Juli 1917 (7 Jahre, 364 Tage)       | 14. Juli 1909 13. Juli 1917 (7 Jahre, 364 Tage)       | Kabinett Bethmann Hollweg                | Clemens von Delbrück (bis 22. Mai 1916)            |
| 5                                                  | Karl Helfferich (ab 22. Mai 1916)                             | Theobald von Bethmann Hollweg (1856–1921)                                                               | parteilos                         | 14. Juli 1909 13. Juli 1917 (7 Jahre, 364 Tage)       | 14. Juli 1909 13. Juli 1917 (7 Jahre, 364 Tage)       | Kabinett Bethmann Hollweg                |                                                    |
| 6                                                  |                                                               | Georg Michaelis (1857–1936)                                                                             | parteilos                         | 14. Juli 1917 1. November 1917 (110 Tage)             | 14. Juli 1917 1. November 1917 (110 Tage)             | Kabinett Michaelis                       | Karl Helfferich                                    |
| 7                                                  |                                                               | Georg von Hertling (1843–1919)                                                                          | Zentrum                           | 1. November 1917 30. September 1918 (333 Tage)        | 1. November 1917 30. September 1918 (333 Tage)        | Kabinett Hertling                        | Karl Helfferich (bis 9. November 1917)             |
| 7                                                  | Friedrich von Payer (FVP) (ab 9. November 1917)               | Georg von Hertling (1843–1919)                                                                          | Zentrum                           | 1. November 1917 30. September 1918 (333 Tage)        | 1. November 1917 30. September 1918 (333 Tage)        | Kabinett Hertling                        |                                                    |
| 8                                                  |                                                               | Prinz Max von Baden (1867–1929)                                                                         | parteilos                         | 3. Oktober 1918 9. November 1918 (37 Tage)            | 3. Oktober 1918 9. November 1918 (37 Tage)            | Kabinett Baden                           | Friedrich von Payer (FVP)                          |
| Weimarer Republik (1918–1933)                      |                                                               | |                                   |                                                       |                                                       |                                          |                                                    |
| 1                                                  |                                                               | Friedrich Ebert (1871–1925)                                                                             | SPD                               | 9. November 1918 13. Februar 1919 (96 Tage)           | 9. November 1918 13. Februar 1919 (96 Tage)           | Kabinett Ebert Rat der Volksbeauftragten | vakant                                             |
| 2                                                  |                                                               | Philipp Scheidemann (1865–1939) als Ministerpräsident                                                   | SPD                               | 13. Februar 1919 20. Juni 1919 (127 Tage)             | 13. Februar 1919 20. Juni 1919 (127 Tage)             | Kabinett Scheidemann                     | Eugen Schiffer (DDP) (bis 19. April 1919)          |
| 2                                                  | Bernhard Dernburg (DDP) (ab 30. April 1919)                   | Philipp Scheidemann (1865–1939) als Ministerpräsident                                                   | SPD                               | 13. Februar 1919 20. Juni 1919 (127 Tage)             | 13. Februar 1919 20. Juni 1919 (127 Tage)             | Kabinett Scheidemann                     |                                                    |
| 3                                                  |                                                               | Gustav Bauer (1870–1944)                                                                                | SPD                               | 21. Juni 1919 26. März 1920 (279 Tage)                | 21. Juni 1919 26. März 1920 (279 Tage)                | Kabinett Bauer                           | Matthias Erzberger (Zentrum) (bis 3. Oktober 1919) |
| 3                                                  | Eugen Schiffer (DDP) (ab 3. Oktober 1919)                     | Gustav Bauer (1870–1944)                                                                                | SPD                               | 21. Juni 1919 26. März 1920 (279 Tage)                | 21. Juni 1919 26. März 1920 (279 Tage)                | Kabinett Bauer                           |                                                    |
| 4                                                  |                                                               | Hermann Müller (1876–1931)                                                                              | SPD                               | 27. März 1920 21. Juni 1920 (86 Tage)                 | 27. März 1920 21. Juni 1920 (86 Tage)                 | Kabinett Müller I                        | Erich Koch-Weser (DDP)                             |
| 5                                                  |                                                               | Constantin Fehrenbach (1852–1926)                                                                       | Zentrum                           | 25. Juni 1920 4. Mai 1921 (313 Tage)                  | 25. Juni 1920 4. Mai 1921 (313 Tage)                  | Kabinett Fehrenbach                      | Rudolf Heinze (DVP)                                |
| 6                                                  |                                                               | Joseph Wirth (1879–1956)                                                                                | Zentrum                           | 10. Mai 1921 14. November 1922 (1 Jahr, 188 Tage)     | 10. Mai 1921 14. November 1922 (1 Jahr, 188 Tage)     | Kabinett Wirth I                         | Gustav Bauer (SPD)                                 |
| 6                                                  | Kabinett Wirth II                                             | Joseph Wirth (1879–1956)                                                                                | Zentrum                           | 10. Mai 1921 14. November 1922 (1 Jahr, 188 Tage)     | 10. Mai 1921 14. November 1922 (1 Jahr, 188 Tage)     |                                          | Gustav Bauer (SPD)                                 |
| 7                                                  |                                                               | Wilhelm Cuno (1876–1933)                                                                                | parteilos                         | 22. November 1922 12. August 1923 (1 Jahr, 202 Tage)  | 22. November 1922 12. August 1923 (1 Jahr, 202 Tage)  | Kabinett Cuno                            | vakant                                             |
| 8                                                  |                                                               | Gustav Stresemann (1878–1929)                                                                           | DVP                               | 13. August 1923 30. November 1923 (109 Tage)          | 13. August 1923 30. November 1923 (109 Tage)          | Kabinett Stresemann I                    | Robert Schmidt (SPD) (bis 3. November 1923)        |
| 8                                                  | Kabinett Stresemann II                                        | Gustav Stresemann (1878–1929)                                                                           | DVP                               | 13. August 1923 30. November 1923 (109 Tage)          | 13. August 1923 30. November 1923 (109 Tage)          |                                          | Robert Schmidt (SPD) (bis 3. November 1923)        |
| 8                                                  | Karl Jarres (DVP) (ab 11. November 1923)                      | Gustav Stresemann (1878–1929)                                                                           | DVP                               | 13. August 1923 30. November 1923 (109 Tage)          | 13. August 1923 30. November 1923 (109 Tage)          |                                          |                                                    |
| 9                                                  |                                                               | Wilhelm Marx (1863–1946)                                                                                | Zentrum                           | 30. November 1923 15. Januar 1925 (1 Jahr, 46 Tage)   | 30. November 1923 15. Januar 1925 (1 Jahr, 46 Tage)   | Kabinett Marx I                          | Karl Jarres (DVP)                                  |
| 9                                                  | Kabinett Marx II                                              | Wilhelm Marx (1863–1946)                                                                                | Zentrum                           | 30. November 1923 15. Januar 1925 (1 Jahr, 46 Tage)   | 30. November 1923 15. Januar 1925 (1 Jahr, 46 Tage)   |                                          | Karl Jarres (DVP)                                  |
| 10                                                 |                                                               | Hans Luther (1879–1962)                                                                                 | parteilos                         | 15. Januar 1925 12. Mai 1926 (1 Jahr, 117 Tage)       | 15. Januar 1925 12. Mai 1926 (1 Jahr, 117 Tage)       | Kabinett Luther I                        | vakant                                             |
| 10                                                 | Kabinett Luther II                                            | Hans Luther (1879–1962)                                                                                 | parteilos                         | 15. Januar 1925 12. Mai 1926 (1 Jahr, 117 Tage)       | 15. Januar 1925 12. Mai 1926 (1 Jahr, 117 Tage)       | Otto Geßler (DDP)                        |                                                    |
| (9)                                                |                                                               | Wilhelm Marx (1863–1946)                                                                                | Zentrum                           | 17. Mai 1926 12. Juni 1928 (2 Jahre, 26 Tage)         | 17. Mai 1926 12. Juni 1928 (2 Jahre, 26 Tage)         | Kabinett Marx III                        | Oskar Hergt (DNVP)                                 |
| (9)                                                | Kabinett Marx IV                                              | Wilhelm Marx (1863–1946)                                                                                | Zentrum                           | 17. Mai 1926 12. Juni 1928 (2 Jahre, 26 Tage)         | 17. Mai 1926 12. Juni 1928 (2 Jahre, 26 Tage)         |                                          | Oskar Hergt (DNVP)                                 |
| (4)                                                |                                                               | Hermann Müller (1876–1931)                                                                              | SPD                               | 28. Juni 1928 27. März 1930 (1 Jahr, 272 Tage)        | 28. Juni 1928 27. März 1930 (1 Jahr, 272 Tage)        | Kabinett Müller II                       | vakant                                             |
| 11                                                 |                                                               | Heinrich Brüning (1885–1970)                                                                            | Zentrum                           | 30. März 1930 30. Mai 1932 (2 Jahre, 61 Tage)         | 30. März 1930 30. Mai 1932 (2 Jahre, 61 Tage)         | Kabinett Brüning I                       | Hermann Dietrich (DDP)                             |
| 11                                                 | Kabinett Brüning II                                           | Heinrich Brüning (1885–1970)                                                                            | Zentrum                           | 30. März 1930 30. Mai 1932 (2 Jahre, 61 Tage)         | 30. März 1930 30. Mai 1932 (2 Jahre, 61 Tage)         |                                          | Hermann Dietrich (DDP)                             |
| 12                                                 |                                                               | Franz von Papen (1879–1969)                                                                             | parteilos                         | 1. Juni 1932 17. November 1932 (169 Tage)             | 1. Juni 1932 17. November 1932 (169 Tage)             | Kabinett Papen                           | vakant                                             |
| 13                                                 |                                                               | Kurt von Schleicher (1882–1934)                                                                         | parteilos                         | 3. Dezember 1932 28. Januar 1933 (56 Tage)            | 3. Dezember 1932 28. Januar 1933 (56 Tage)            | Kabinett Schleicher                      | vakant                                             |
| 14                                                 |                                                               | Adolf Hitler (1889–1945)                                                                                | NSDAP                             | 30. Januar 1933 24. März 1933 (53 Tage)               | 30. Januar 1933 24. März 1933 (53 Tage)               | Kabinett Hitler                          | Franz von Papen                                    |
| Zeit des Nationalsozialismus (1933–1945)           |                                                               | |                                   |                                                       |                                                       |                                          |                                                    |
| 1                                                  |                                                               | Adolf Hitler (1889–1945) als Reichskanzler (1933–1934), danach als Führer und Reichskanzler (1934–1945) | NSDAP                             | 24. März 1933 30. April 1945 (12 Jahre, 37 Tage)      | 24. März 1933 30. April 1945 (12 Jahre, 37 Tage)      | Kabinett Hitler                          | Franz von Papen (bis 7. August 1934)               |
| 1                                                  | vakant                                                        | Adolf Hitler (1889–1945) als Reichskanzler (1933–1934), danach als Führer und Reichskanzler (1934–1945) | NSDAP                             | 24. März 1933 30. April 1945 (12 Jahre, 37 Tage)      | 24. März 1933 30. April 1945 (12 Jahre, 37 Tage)      | Kabinett Hitler                          |                                                    |
| –                                                  |                                                               | Joseph Goebbels (1897–1945)                                                                             | NSDAP                             | 30. April 1945 1. Mai 1945 (1 Tag)                    | 30. April 1945 1. Mai 1945 (1 Tag)                    | Kabinett nach Hitlers Testament          | vakant                                             |
| –                                                  |                                                               | Lutz Graf Schwerin von Krosigk (1887–1977) als Leitender Minister                                       | NSDAP                             | 2. Mai 1945 23. Mai 1945 (21 Tage)                    | 2. Mai 1945 23. Mai 1945 (21 Tage)                    | Kabinett Schwerin von Krosigk            | vakant                                             |
| Deutschland unter alliierter Besatzung (1945–1949) |                                                               | |                                   |                                                       |                                                       |                                          |                                                    |
| –                                                  | keiner                                                        | keiner                                                                                                  | (Direktorium: CSU+CDU)            | 22. Juli 1947 10. März 1948 (233 Tage)                | 22. Juli 1947 10. März 1948 (233 Tage)                | Direktorium des Ersten Wirtschaftsrates  | keiner                                             |
| –                                                  |                                                               | Hermann Pünder (1888–1976) als Oberdirektor                                                             | CDU                               | 10. März 1948 20. September 1949 (1 Jahr, 194 Tage)   | 10. März 1948 20. September 1949 (1 Jahr, 194 Tage)   | Kabinett Pünder                          | keiner                                             |

### Bundesrepublik Deutschland (seit 1949)
| Westdeutschland / BRD (1949–1990) „Bonner Republik“           | Westdeutschland / BRD (1949–1990) „Bonner Republik“       | Westdeutschland / BRD (1949–1990) „Bonner Republik“ | Westdeutschland / BRD (1949–1990) „Bonner Republik“ | Westdeutschland / BRD (1949–1990) „Bonner Republik“          | Westdeutschland / BRD (1949–1990) „Bonner Republik“                         | Westdeutschland / BRD (1949–1990) „Bonner Republik“                                                                                               | Westdeutschland / BRD (1949–1990) „Bonner Republik“        |             |
| Nr.                                                           | Bundeskanzler (Lebensdaten)                               | Bundeskanzler (Lebensdaten)                         | Partei                                              | Dauer der Kanzlerschaft (Datum)                              | Dauer der Kanzlerschaft (Jahre)                                             | Kabinett | Vizekanzler                                                | Vizekanzler |
| ------------------------------------------------------------- | --------------------------------------------------------- | --------------------------------------------------- | --------------------------------------------------- | ------------------------------------------------------------ | --------------------------------------------------------------------------- | --- | ---------------------------------------------------------- | ----------- |
| 1                                                             | Konrad Adenauer (1952)                                    | Konrad Adenauer (1876–1967)                         | CDU                                                 | 15. September 1949 20. Oktober 1953                          | 14 Jahre, 31 Tage                                                           | Kabinett Adenauer I | Franz Blücher (FDP)                                        |             |
| 1                                                             | Konrad Adenauer (1952)                                    | Konrad Adenauer (1876–1967)                         | CDU                                                 | 20. Oktober 1953 29. Oktober 1957                            | 14 Jahre, 31 Tage                                                           | Kabinett Adenauer II | Franz Blücher (FDP)                                        |             |
| 1                                                             | Konrad Adenauer (1952)                                    | Konrad Adenauer (1876–1967)                         | CDU                                                 | 29. Oktober 1957 14. November 1961                           | 14 Jahre, 31 Tage                                                           | Kabinett Adenauer III | Ludwig Erhard (CDU)                                        |             |
| 1                                                             | Konrad Adenauer (1952)                                    | Konrad Adenauer (1876–1967)                         | CDU                                                 | 14. November 1961 13. November 1962                          | 14 Jahre, 31 Tage                                                           | Kabinett Adenauer IV | Ludwig Erhard (CDU)                                        |             |
| 1                                                             | Konrad Adenauer (1952)                                    | Konrad Adenauer (1876–1967)                         | CDU                                                 | 13. November 1962 16. Oktober 1963                           | 14 Jahre, 31 Tage                                                           | Kabinett Adenauer V | Ludwig Erhard (CDU)                                        |             |
| 2                                                             |                                                           | Ludwig Erhard (1897–1977)                           | CDU                                                 | 16. Oktober 1963 26. Oktober 1965                            | 3 Jahre, 46 Tage                                                            | Kabinett Erhard I | Erich Mende (FDP) (bis 27. Oktober 1966)                   |             |
| 2                                                             | 26. Oktober 1965 1. Dezember 1966                         | Ludwig Erhard (1897–1977)                           | CDU                                                 | Kabinett Erhard II                                           | 3 Jahre, 46 Tage                                                            | | Erich Mende (FDP) (bis 27. Oktober 1966)                   |             |
| 2                                                             | 26. Oktober 1965 1. Dezember 1966                         | Ludwig Erhard (1897–1977)                           | CDU                                                 | Kabinett Erhard II                                           | 3 Jahre, 46 Tage                                                            | Hans-Christoph Seebohm (CDU) (ab 27. Oktober 1966)                                                                                                |                                                            |             |
| 3                                                             |                                                           | Kurt Georg Kiesinger (1904–1988)                    | CDU                                                 | 1. Dezember 1966 21. Oktober 1969                            | 2 Jahre, 324 Tage                                                           | Kabinett Kiesinger | Willy Brandt (SPD)                                         |             |
| 4                                                             |                                                           | Willy Brandt (1913–1992)                            | SPD                                                 | 21. Oktober 1969 15. Dezember 1972                           | 4 Jahre, 198 Tage                                                           | Kabinett Brandt I | Walter Scheel (FDP)                                        |             |
| 4                                                             | 15. Dezember 1972 7. Mai 1974                             | Willy Brandt (1913–1992)                            | SPD                                                 | Kabinett Brandt II                                           | 4 Jahre, 198 Tage                                                           | | Walter Scheel (FDP)                                        |             |
| –                                                             |                                                           | Walter Scheel (1919–2016) (kommissarisch)           | FDP                                                 | 7. Mai 1974 16. Mai 1974                                     | 9 Tage                                                                      | Kabinett Brandt II | vakant                                                     |             |
| 5                                                             |                                                           | Helmut Schmidt (1918–2015)                          | SPD                                                 | 16. Mai 1974 14. Dezember 1976                               | 8 Jahre, 138 Tage                                                           | Kabinett Schmidt I | Hans-Dietrich Genscher (FDP) (bis 17. September 1982)      |             |
| 5                                                             | 16. Dezember 1976 4. November 1980                        | Helmut Schmidt (1918–2015)                          | SPD                                                 | Kabinett Schmidt II                                          | 8 Jahre, 138 Tage                                                           | | Hans-Dietrich Genscher (FDP) (bis 17. September 1982)      |             |
| 5                                                             | 6. November 1980 1. Oktober 1982                          | Helmut Schmidt (1918–2015)                          | SPD                                                 | Kabinett Schmidt III                                         | 8 Jahre, 138 Tage                                                           | | Hans-Dietrich Genscher (FDP) (bis 17. September 1982)      |             |
| 5                                                             | 6. November 1980 1. Oktober 1982                          | Helmut Schmidt (1918–2015)                          | SPD                                                 | Kabinett Schmidt III                                         | 8 Jahre, 138 Tage                                                           | Egon Franke (SPD) |                                                            |             |
| 6                                                             |                                                           | Helmut Kohl (1930–2017)                             | CDU                                                 | 1. Oktober 1982 29. März 1983                                | 8 Jahre, 1 Tag (vor der Wiedervereinigung)                                  | Kabinett Kohl I | Hans-Dietrich Genscher (FDP)                               |             |
| 6                                                             | 30. März 1983 11. März 1987                               | Helmut Kohl (1930–2017)                             | CDU                                                 | Kabinett Kohl II                                             | 8 Jahre, 1 Tag (vor der Wiedervereinigung)                                  | | Hans-Dietrich Genscher (FDP)                               |             |
| 6                                                             | 12. März 1987 2. Oktober 1990 (Vor der Wiedervereinigung) | Helmut Kohl (1930–2017)                             | CDU                                                 | Kabinett Kohl III (Vor der Wiedervereinigung)                | 8 Jahre, 1 Tag (vor der Wiedervereinigung)                                  | | Hans-Dietrich Genscher (FDP)                               |             |
| Wiedervereinigtes Deutschland (seit 1990) „Berliner Republik“ |                                                           |                                                     |                                                     |                                                              |                                                                             | |                                                            |             |
| (6)                                                           |                                                           | Helmut Kohl (1930–2017)                             | CDU                                                 | 3. Oktober 1990 18. Januar 1991 (Nach der Wiedervereinigung) | 8 Jahre, 25 Tage (Nach der Wiedervereinigung) 16 Jahre, 26 Tage (Insgesamt) | Kabinett Kohl III | Hans-Dietrich Genscher (FDP)                               |             |
| (6)                                                           | 18. Januar 1991 17. November 1994                         | Helmut Kohl (1930–2017)                             | CDU                                                 | Kabinett Kohl IV                                             | 8 Jahre, 25 Tage (Nach der Wiedervereinigung) 16 Jahre, 26 Tage (Insgesamt) | Hans-Dietrich Genscher (FDP) (bis 18. Mai 1992) Jürgen Möllemann (FDP) (18. Mai 1992 bis 21. Januar 1993) Klaus Kinkel (FDP) (ab 21. Januar 1993) |                                                            |             |
| (6)                                                           | 17. November 1994 27. Oktober 1998                        | Helmut Kohl (1930–2017)                             | CDU                                                 | Kabinett Kohl V                                              | 8 Jahre, 25 Tage (Nach der Wiedervereinigung) 16 Jahre, 26 Tage (Insgesamt) | Klaus Kinkel (FDP) |                                                            |             |
| 7                                                             |                                                           | Gerhard Schröder (1944- )                           | SPD                                                 | 27. Oktober 1998 22. Oktober 2002                            | 7 Jahre, 26 Tage                                                            | Kabinett Schröder I | Joschka Fischer (Die Grünen)                               |             |
| 7                                                             | 22. Oktober 2002 22. November 2005                        | Gerhard Schröder (1944- )                           | SPD                                                 | Kabinett Schröder II                                         | 7 Jahre, 26 Tage                                                            | | Joschka Fischer (Die Grünen)                               |             |
| 8                                                             |                                                           | Angela Merkel (1954- )                              | CDU                                                 | 22. November 2005 28. Oktober 2009                           | 16 Jahre, 16 Tage                                                           | Kabinett Merkel I | Franz Müntefering (SPD) (bis 21. November 2007)            |             |
| 8                                                             | Frank-Walter Steinmeier (SPD) (ab 21. November 2007)      | Angela Merkel (1954- )                              | CDU                                                 | 22. November 2005 28. Oktober 2009                           | 16 Jahre, 16 Tage                                                           | Kabinett Merkel I |                                                            |             |
| 8                                                             | 28. Oktober 2009 17. Dezember 2013                        | Angela Merkel (1954- )                              | CDU                                                 | Kabinett Merkel II                                           | 16 Jahre, 16 Tage                                                           | Guido Westerwelle (FDP) (bis 16. Mai 2011) |                                                            |             |
| 8                                                             | 28. Oktober 2009 17. Dezember 2013                        | Angela Merkel (1954- )                              | CDU                                                 | Kabinett Merkel II                                           | 16 Jahre, 16 Tage                                                           | Philipp Rösler (FDP) (ab 16. Mai 2011) |                                                            |             |
| 8                                                             | 17. Dezember 2013 14. März 2018                           | Angela Merkel (1954- )                              | CDU                                                 | Kabinett Merkel III                                          | 16 Jahre, 16 Tage                                                           | Sigmar Gabriel (SPD) |                                                            |             |
| 8                                                             | 14. März 2018 8. Dezember 2021                            | Angela Merkel (1954- )                              | CDU                                                 | Kabinett Merkel IV                                           | 16 Jahre, 16 Tage                                                           | Olaf Scholz (SPD) |                                                            |             |
| 9                                                             |                                                           | Olaf Scholz (1958- )                                | SPD                                                 | 8. Dezember 2021 6. Mai 2025                                 | 3 Jahre, 149 Tage                                                           | Kabinett Scholz | Robert Habeck (Grüne) § 22 GO BReg Christian Lindner (FDP) |             |
| 10                                                            |                                                           | Friedrich Merz (1955- )                             | CDU                                                 | 6. Mai 2025 amtierend                                        | bis heute: 57 Tage                                                          | Kabinett Merz | Lars Klingbeil (SPD)                                       |             |

### Deutsche Demokratische Republik (1949–1990)
| Ostdeutschland / DDR (1949–1990) | Ostdeutschland / DDR (1949–1990) | Ostdeutschland / DDR (1949–1990)                                | Ostdeutschland / DDR (1949–1990) | Ostdeutschland / DDR (1949–1990)                                              | Ostdeutschland / DDR (1949–1990) | Ostdeutschland / DDR (1949–1990) | Ostdeutschland / DDR (1949–1990) |
| Nr.                              |                                  |                                                                 | Partei                           | Amtszeit                                                                      | Kabinett                         | Stellvertreter                   |                                  |
| -------------------------------- | -------------------------------- | --------------------------------------------------------------- | -------------------------------- | ----------------------------------------------------------------------------- | -------------------------------- | -------------------------------- | -------------------------------- |
| 1                                |                                  | Otto Grotewohl (1894–1964) als Ministerpräsident                | SED                              | 7. Oktober 1949 † 21. September 1964 (14 Jahre, 350 Tage) (im Amt verstorben) | Provisorische Regierung der DDR  | Walter Ulbricht                  |                                  |
| 1                                | Hermann Kastner                  | Otto Grotewohl (1894–1964) als Ministerpräsident                | SED                              | 7. Oktober 1949 † 21. September 1964 (14 Jahre, 350 Tage) (im Amt verstorben) | Provisorische Regierung der DDR  |                                  |                                  |
| 1                                | Otto Nuschke                     | Otto Grotewohl (1894–1964) als Ministerpräsident                | SED                              | 7. Oktober 1949 † 21. September 1964 (14 Jahre, 350 Tage) (im Amt verstorben) | Provisorische Regierung der DDR  |                                  |                                  |
| 1                                | Ministerrat der DDR (1950–1954)  | Otto Grotewohl (1894–1964) als Ministerpräsident                | SED                              | 7. Oktober 1949 † 21. September 1964 (14 Jahre, 350 Tage) (im Amt verstorben) | Walter Ulbricht                  |                                  |                                  |
| 1                                | Ministerrat der DDR (1950–1954)  | Otto Grotewohl (1894–1964) als Ministerpräsident                | SED                              | 7. Oktober 1949 † 21. September 1964 (14 Jahre, 350 Tage) (im Amt verstorben) | Otto Nuschke                     |                                  |                                  |
| 1                                | Ministerrat der DDR (1950–1954)  | Otto Grotewohl (1894–1964) als Ministerpräsident                | SED                              | 7. Oktober 1949 † 21. September 1964 (14 Jahre, 350 Tage) (im Amt verstorben) | Heinrich Rau                     |                                  |                                  |
| 1                                | Ministerrat der DDR (1950–1954)  | Otto Grotewohl (1894–1964) als Ministerpräsident                | SED                              | 7. Oktober 1949 † 21. September 1964 (14 Jahre, 350 Tage) (im Amt verstorben) | Hans Loch                        |                                  |                                  |
| 1                                | Ministerrat der DDR (1950–1954)  | Otto Grotewohl (1894–1964) als Ministerpräsident                | SED                              | 7. Oktober 1949 † 21. September 1964 (14 Jahre, 350 Tage) (im Amt verstorben) | Lothar Bolz                      |                                  |                                  |
| 1                                | Ministerrat der DDR (1954–1958)  | Otto Grotewohl (1894–1964) als Ministerpräsident                | SED                              | 7. Oktober 1949 † 21. September 1964 (14 Jahre, 350 Tage) (im Amt verstorben) | Walter Ulbricht                  |                                  |                                  |
| 1                                | Ministerrat der DDR (1958–1963)  | Otto Grotewohl (1894–1964) als Ministerpräsident                | SED                              | 7. Oktober 1949 † 21. September 1964 (14 Jahre, 350 Tage) (im Amt verstorben) | Walter Ulbricht                  |                                  |                                  |
| 1                                | Ministerrat der DDR (1963–1967)  | Otto Grotewohl (1894–1964) als Ministerpräsident                | SED                              | 7. Oktober 1949 † 21. September 1964 (14 Jahre, 350 Tage) (im Amt verstorben) | Willi Stoph                      |                                  |                                  |
| 2                                |                                  | Willi Stoph (1914–1999) als Vorsitzender des Ministerrates      | SED                              | 24. September 1964 3. Oktober 1973 (9 Jahre, 9 Tage)                          | Ministerrat der DDR (1963–1967)  | Alexander Abusch                 |                                  |
| 2                                | Lothar Bolz                      | Willi Stoph (1914–1999) als Vorsitzender des Ministerrates      | SED                              | 24. September 1964 3. Oktober 1973 (9 Jahre, 9 Tage)                          | Ministerrat der DDR (1963–1967)  |                                  |                                  |
| 2                                | Paul Scholz                      | Willi Stoph (1914–1999) als Vorsitzender des Ministerrates      | SED                              | 24. September 1964 3. Oktober 1973 (9 Jahre, 9 Tage)                          | Ministerrat der DDR (1963–1967)  |                                  |                                  |
| 2                                | Max Sefrin                       | Willi Stoph (1914–1999) als Vorsitzender des Ministerrates      | SED                              | 24. September 1964 3. Oktober 1973 (9 Jahre, 9 Tage)                          | Ministerrat der DDR (1963–1967)  |                                  |                                  |
| 2                                | Margarete Wittkowski             | Willi Stoph (1914–1999) als Vorsitzender des Ministerrates      | SED                              | 24. September 1964 3. Oktober 1973 (9 Jahre, 9 Tage)                          | Ministerrat der DDR (1963–1967)  |                                  |                                  |
| 2                                | Ministerrat der DDR (1967–1971)  | Willi Stoph (1914–1999) als Vorsitzender des Ministerrates      | SED                              | 24. September 1964 3. Oktober 1973 (9 Jahre, 9 Tage)                          | Horst Sindermann                 |                                  |                                  |
| 2                                | Ministerrat der DDR (1967–1971)  | Willi Stoph (1914–1999) als Vorsitzender des Ministerrates      | SED                              | 24. September 1964 3. Oktober 1973 (9 Jahre, 9 Tage)                          | Alfred Neumann                   |                                  |                                  |
| 2                                | Ministerrat der DDR (1971–1976)  | Willi Stoph (1914–1999) als Vorsitzender des Ministerrates      | SED                              | 24. September 1964 3. Oktober 1973 (9 Jahre, 9 Tage)                          | Horst Sindermann                 |                                  |                                  |
| 2                                | Ministerrat der DDR (1971–1976)  | Willi Stoph (1914–1999) als Vorsitzender des Ministerrates      | SED                              | 24. September 1964 3. Oktober 1973 (9 Jahre, 9 Tage)                          | Alfred Neumann                   |                                  |                                  |
| 2                                | Ministerrat der DDR (1971–1976)  | Willi Stoph (1914–1999) als Vorsitzender des Ministerrates      | SED                              | 24. September 1964 3. Oktober 1973 (9 Jahre, 9 Tage)                          | Günter Mittag                    |                                  |                                  |
| 3                                |                                  | Horst Sindermann (1915–1990) als Vorsitzender des Ministerrates | SED                              | 3. Oktober 1973 1. November 1976 (3 Jahre, 29 Tage)                           | Ministerrat der DDR (1971–1976)  | Alfred Neumann                   |                                  |
| 3                                | Günter Mittag                    | Horst Sindermann (1915–1990) als Vorsitzender des Ministerrates | SED                              | 3. Oktober 1973 1. November 1976 (3 Jahre, 29 Tage)                           | Ministerrat der DDR (1971–1976)  |                                  |                                  |
| (2)                              |                                  | Willi Stoph (1914–1999) als Vorsitzender des Ministerrates      | SED                              | 1. November 1976 7. November 1989 (13 Jahre, 6 Tage)                          | Ministerrat der DDR (1976–1981)  | Werner Krolikowski               |                                  |
| (2)                              | Alfred Neumann                   | Willi Stoph (1914–1999) als Vorsitzender des Ministerrates      | SED                              | 1. November 1976 7. November 1989 (13 Jahre, 6 Tage)                          | Ministerrat der DDR (1976–1981)  |                                  |                                  |
| (2)                              | Ministerrat der DDR (1981–1986)  | Willi Stoph (1914–1999) als Vorsitzender des Ministerrates      | SED                              | 1. November 1976 7. November 1989 (13 Jahre, 6 Tage)                          | Werner Krolikowski               |                                  |                                  |
| (2)                              | Ministerrat der DDR (1981–1986)  | Willi Stoph (1914–1999) als Vorsitzender des Ministerrates      | SED                              | 1. November 1976 7. November 1989 (13 Jahre, 6 Tage)                          | Alfred Neumann                   |                                  |                                  |
| (2)                              | Ministerrat der DDR (1986–1989)  | Willi Stoph (1914–1999) als Vorsitzender des Ministerrates      | SED                              | 1. November 1976 7. November 1989 (13 Jahre, 6 Tage)                          | Werner Krolikowski               |                                  |                                  |
| (2)                              | Ministerrat der DDR (1986–1989)  | Willi Stoph (1914–1999) als Vorsitzender des Ministerrates      | SED                              | 1. November 1976 7. November 1989 (13 Jahre, 6 Tage)                          | Günther Kleiber                  |                                  |                                  |
| (2)                              | Ministerrat der DDR (1986–1989)  | Willi Stoph (1914–1999) als Vorsitzender des Ministerrates      | SED                              | 1. November 1976 7. November 1989 (13 Jahre, 6 Tage)                          | Alfred Neumann                   |                                  |                                  |
| 4                                |                                  | Hans Modrow (1928–2023) als Vorsitzender des Ministerrates      | SED PDS                          | 13. November 1989 11. April 1990 (4 Monate, 29 Tage)                          | Regierung Modrow                 | Christa Luft                     |                                  |
| 4                                | Peter Moreth                     | Hans Modrow (1928–2023) als Vorsitzender des Ministerrates      | SED PDS                          | 13. November 1989 11. April 1990 (4 Monate, 29 Tage)                          | Regierung Modrow                 |                                  |                                  |
| 4                                | Lothar de Maizière               | Hans Modrow (1928–2023) als Vorsitzender des Ministerrates      | SED PDS                          | 13. November 1989 11. April 1990 (4 Monate, 29 Tage)                          | Regierung Modrow                 |                                  |                                  |
| 5                                |                                  | Lothar de Maizière (* 1940) als Ministerpräsident               | CDU                              | 12. April 1990 2. Oktober 1990 (5 Monate, 20 Tage)                            | Regierung de Maizière            | Peter-Michael Diestel            |                                  |